# Bügelfibel von Freilaubersheim

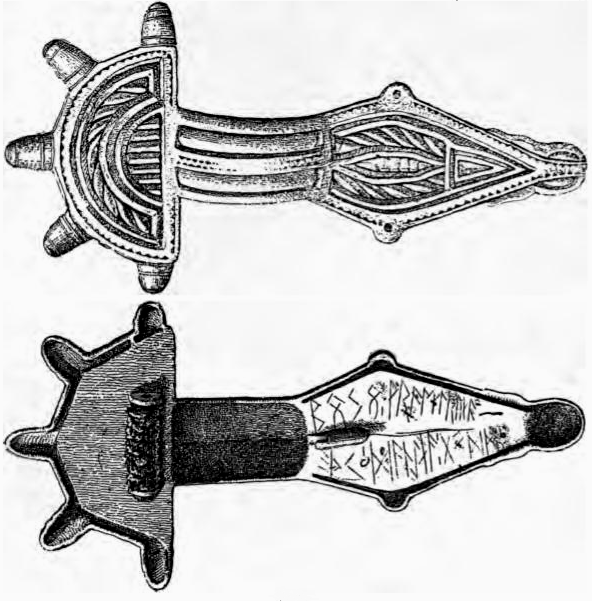

Die sogenannte Bügelfibel von Freilaubersheim (KJ 144) oder auch Runenfibel von Freilaubersheim ist eine Fibel fränkischer Herkunft aus der zweiten Hälfte des 6. Jahrhunderts, die bei Frei-Laubersheim (Rheinhessen, heute Landkreis Bad Kreuznach, Rheinland-Pfalz) im 19. Jahrhundert gefunden wurde. Auf der Rückseite findet sich eine Runeninschrift in voralthochdeutscher Sprache.

## Auffindung und Beschreibung
Bei archäologischen Ausgrabungen im Jahr 1873 auf dem Flurstück „Pfarracker“ in Frei-Laubersheim wurden in einem merowingerzeitlichen fränkischen Reihengräberfeld 21 Körpergräber (sowie 10 ältere Brandgräber) in situ gefunden. In nicht nummerierten Frauengräbern wurden zahlreiche Beigaben gesichert, darunter Granatscheibenfibeln, Perlen, Bergkristallwirtel, Glasbecher, Tongefäße. Unter den Funden befanden sich auch zwei paarige, teilvergoldete und 9,5 cm lange Bügelfibeln aus Silber, von denen die zweite auf der Rückseite runenbeschriftet ist. Die Vorderseite der Fibeln zeigt auf der halbkreisförmigen Kopfplatte mit Kerbschnittverzierungen einen Besatz mit fünf Rundeln, und die rhombische Fußplatte bildet zur Spitze ein stilisiertes Tierhaupt. Für die Datierung wird heute mehrheitlich die Zeit von 520 bis 560/65 angesetzt. Die Funde befinden sich im Landesmuseum Mainz (Inv.-Nr. N 1760).

## Inschrift
Die rechtsläufige Inschrift ist in zwei Zeilen jeweils neben den Dorn der Schließe an den Seiten der Fußplattenrückseite geritzt und wird gelesen (diplomatisch) als:
- ᛒᛟᛋᛟ:ᚹᚱᚨᛖᛏᚱᚢᚾᚨ
ᚦᚲ·ᛞᚨᚦᛇᚾᚨ:ᚷᛟᛚᛁᛞᚨ
- boso:wraetruna
þk·daþïna:golida
- Bōso wraet rūnā.
þ[i]k Dāþīna gōlida.

Klaus Düwel überträgt:
Boso riß (schrieb) die Runen. Dich [die ungenannte Besitzerin] grüßte Dathina [die Schenkerin der Fibel]. Alternativ liest er: Dich, Dathina [die Besitzerin] grüßte er [der Ritzer und zugleich der Schenker Boso].
Wolfgang Krause:
Boso ritzte die Rune. Dich grüßte Dathina.
Robert Nedoma:
Boso ritzte die Runen, dich erfreute (oder: grüßte) Daþina. Alternativ (weniger wahrscheinlich): dich, Daþina erfreute/grüßte er [d. h. Boso].

## Bedeutung für die Datierung der zweiten Lautverschiebung
Die Inschrift von Freilaubersheim gilt zusammen mit den Inschriften aus Pforzen und Neudingen als Nachweis dafür, dass die zweite Lautverschiebung im 6. Jahrhundert noch nicht erfolgt war, sondern auf das 7. Jahrhundert zu datieren ist. Die Sprache dieser Inschrift war deswegen noch kein frühes Althochdeutsch, sondern eine südliche Variante des (späten) Westgermanischen ("Voralthochdeutsch").